# Dänische Poolbillard-Meisterschaft 2015
Die dänische Poolbillard-Meisterschaft 2015 war die 26. Austragung der nationalen Meisterschaft in der Billardvariante Poolbillard. Ausgespielt wurden die Disziplinen 8-Ball, 9-Ball, 10-Ball und 14/1 endlos.
Der 8-Ball-Wettbewerb der Herren wurde am 21. März in Aalborg ausgetragen, der 9-Ball-Wettbewerb vom 23. bis 24. Mai 2015 in Kopenhagen. Der Herrenwettbewerb in der Disziplin 14/1 endlos fand am 10. Oktober in Aarhus statt und der 10-Ball-Wettbewerb am 5. Dezember 2015 in Osted. Die Juniorenwettbewerbe wurden am 12. und 13. September 2015 in Herlev ausgetragen.

## Medaillengewinner
| Disziplin            | Gold                                     | Silber                                  | Bronze                                  | Bronze                                   |
| -------------------- | ---------------------------------------- | --------------------------------------- | --------------------------------------- | ---------------------------------------- |
| Herren – 8-Ball      | Kasper Kristoffersen (Ikast BK)          | Andreas Madsen (Herlev IF Pool Club)    | Bahram Lotfy (Herlev IF Pool Club)      | Daniel Kandi (ABK 31)                    |
| Herren – 9-Ball      | Alan Conway (Randers Pool Club)          | Martin Brackenbury (Randers Pool Club)  | Kasper Kristoffersen (Ikast BK)         | Daniel Kandi (ABK 31)                    |
| Herren – 14/1 endlos | Kasper Kristoffersen (Ikast BK)          | Daniel Kandi (ABK 31)                   | Alan Conway (Randers Pool Club)         | Andreas Madsen (Herlev IF Pool Club)     |
| Herren – 10-Ball     | Daniel Kandi (ABK 31)                    | Kasper Kristoffersen (Ikast BK)         | Martin Brackenbury (Randers Pool Club)  | Bahram Lotfy (Herlev IF Pool Club)       |
| Junioren – 8-Ball    | Andreas Bønnelykke (Herlev IF Pool Club) | Christoffer Lentz (Herlev IF Pool Club) | Mickey Krause (Herlev IF Pool Club)     | Jeppe Thyde (Osted BK)                   |
| Junioren – 9-Ball    | Mickey Krause (Herlev IF Pool Club)      | Jeppe Thyde (Osted BK)                  | Christoffer Lentz (Herlev IF Pool Club) | Andreas Bønnelykke (Herlev IF Pool Club) |